# 张彭 (政治人物)
张彭（1922年2月—2019年5月5日），原名卢若篯，山东蓬莱人，中华人民共和国政治人物，曾任中共北京市委工业部副部长、彭真政治秘书、北京市人民政府副市长兼市经济委员会主任等职。